# 马家湾乡
马家湾乡是中国陕西省汉中市西乡县下辖的一个乡。

## 行政区划
马家湾乡下辖以下行政区：
马家湾村、火石滩村、双河村、中心村、双庙村、林寨河村